# Courcelles-Epayelles
Pour les articles homonymes, voir Courcelles.
Courcelles-Epayelles est une commune française située dans le département de l'Oise en région Hauts-de-France.

## Géographie

### Description
Courcelles-Epayelles est un village rural du plateau  picard dans le nord de l'Oise, limitrophe de la Somme, situé à 10 km au sud-est de Montdidier, 27 km à l'ouest de Noyon et au nord-est de Clermont, à 42 km au nord-est de Beauvais et au sud-est d'Amiens.
Il est desservi par la RD 27, qui reprend un itinérante antique dénommé localement la Chaussée Brunehaut. En effet, Louis Graves indiquait en 1839 que le territoire communal « forme une plaine au  centre de laquelle est placé le chef-lieu au point d'intersection de deux voies romaines ».
La commune est formée par deux anciens villages, Courceklles au sud et Epavelles ou les Payelles au nord, autour de l'église, qui se touchaient déjà au début du XIXe siècle.

### Communes limitrophes
| Le Frestoy-Vaux |                     | Rollot Somme |
| Tricot          | Coucelles-Epayelles | Mortemer     |
|                 | Méry-la-Bataille    |              |

### Hydrographie
La commune est traversée par la ligne de partage des eaux entre les bassins hydrographiques Artois-Picardie et Seine-Normandie. Elle n'est drainée par aucun cours d'eau.

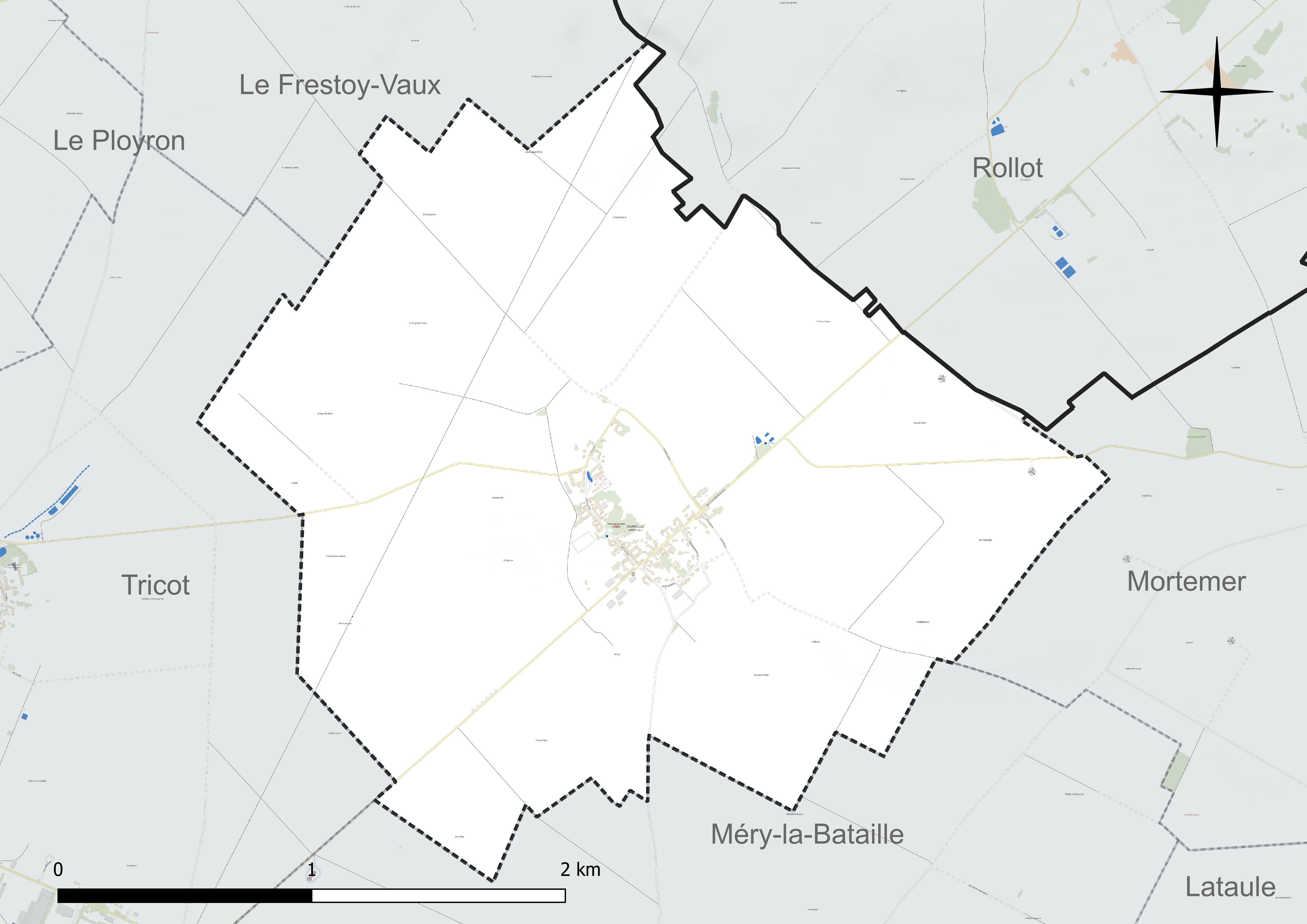
Réseau hydrographique de Courcelles-Epayelles.

### Climat
Pour des articles plus généraux, voir Climat des Hauts-de-France et Climat de l'Oise.
En 2010, le climat de la commune est de type climat océanique dégradé des plaines du Centre et du Nord, selon une étude du CNRS s'appuyant sur une série de données couvrant la période 1971-2000. En 2020, Météo-France publie une typologie des climats de la France métropolitaine dans laquelle la commune est exposée à un climat océanique et est dans la région climatique Nord-est du bassin Parisien, caractérisée par un ensoleillement médiocre, une pluviométrie moyenne régulièrement répartie au cours de l'année et un hiver froid (3 °C).
Pour la période 1971-2000, la température annuelle moyenne est de 10,3 °C, avec une amplitude thermique annuelle de 14,5 °C. Le cumul annuel moyen de précipitations est de 679 mm, avec 11,2 jours de précipitations en janvier et 7,9 jours en juillet. Pour la période 1991-2020, la température moyenne annuelle observée sur la station météorologique la plus proche, située sur la commune de Godenvillers à 6 km à vol d'oiseau, est de 11,1 °C et le cumul annuel moyen de précipitations est de 701,9 mm,. Pour l'avenir, les paramètres climatiques de la commune estimés pour 2050 selon différents scénarios d'émission de gaz à effet de serre sont consultables sur un site dédié publié par Météo-France en novembre 2022.

## Urbanisme

### Typologie
Au 1er janvier 2024, Courcelles-Epayelles est catégorisée commune rurale à habitat dispersé, selon la nouvelle grille communale de densité à sept niveaux définie par l'Insee en 2022.
Elle est située hors unité urbaine et hors attraction des villes,.

### Occupation des sols
L'occupation des sols de la commune, telle qu'elle ressort de la base de données européenne d'occupation biophysique des sols Corine Land Cover (CLC), est marquée par l'importance des territoires agricoles (100 % en 2018), une proportion identique à celle de 1990 (100 %). La répartition détaillée en 2018 est la suivante : 
terres arables (94,8 %), zones agricoles hétérogènes (5,2 %). L'évolution de l'occupation des sols de la commune et de ses infrastructures peut être observée sur les différentes représentations cartographiques du territoire : la carte de Cassini (XVIIIe siècle), la carte d'état-major (1820-1866) et les cartes ou photos aériennes de l'IGN pour la période actuelle (1950 à aujourd'hui).

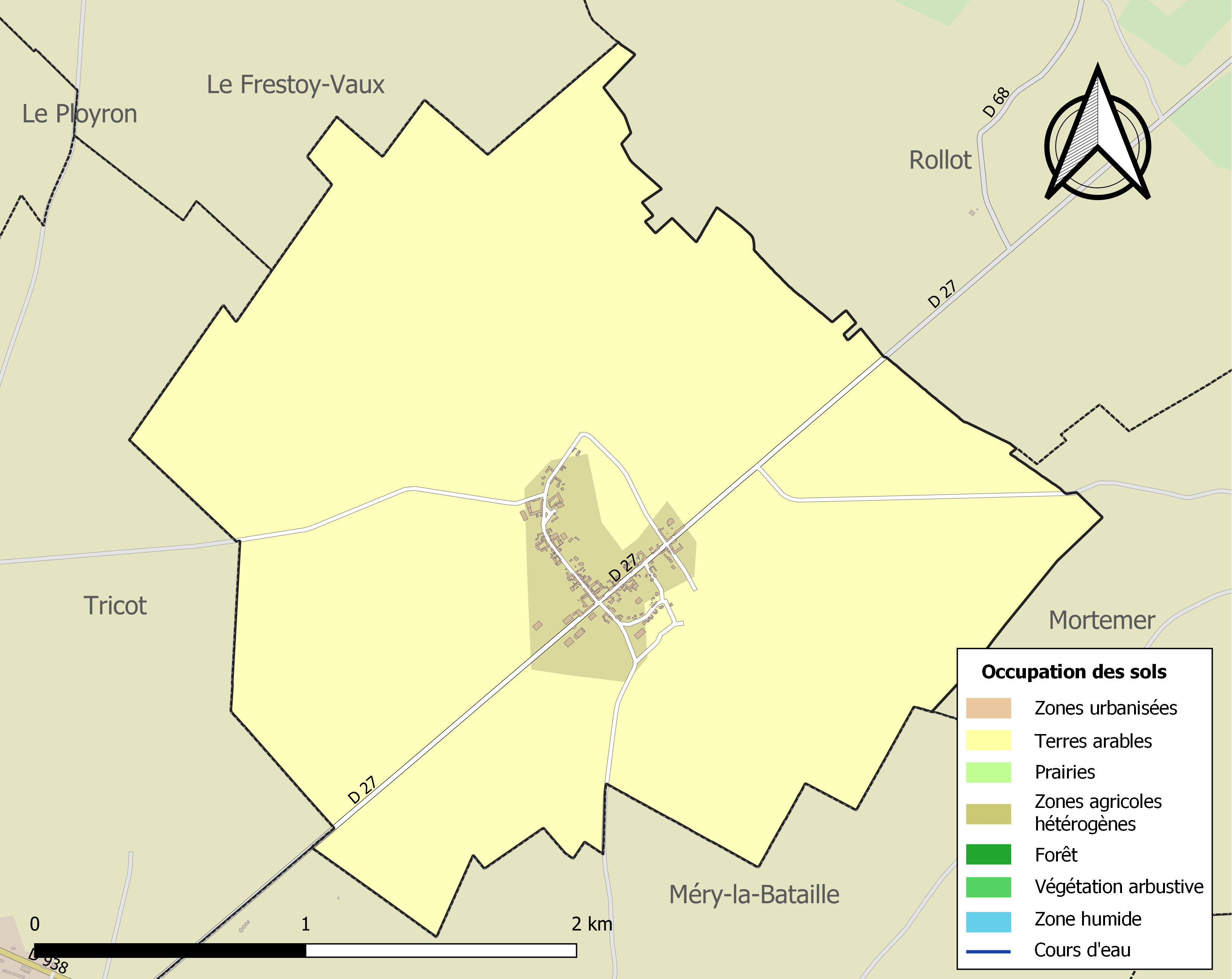
Carte des infrastructures et de l'occupation des sols de la commune en 2018 (CLC).

### Habitat et logement
En 2018, le nombre total de logements dans la commune était de 97, alors qu'il était de 88 en 2013 et de 83 en 2008.
Parmi ces logements, 88,4 % étaient des résidences principales, 2,6 % des résidences secondaires et 9 % des logements vacants. Ces logements étaient pour 95 % d'entre eux des maisons individuelles et pour 5 % des appartements.
Le tableau ci-dessous présente la typologie des logements à Courcelles-Epayelles en 2018 en comparaison avec celle de l'Oise et de la France entière. Une caractéristique marquante du parc de logements est ainsi une proportion de résidences secondaires et logements occasionnels (2,6 %) supérieure à celle du département (2,5 %) et à celle de la France entière (9,7 %). Concernant le statut d'occupation de ces logements, 56,8 % des habitants de la commune sont propriétaires de leur logement (60,8 % en 2013), contre 61,4 % pour l'Oise et 57,5 pour la France entière.
| Typologie                                               | Courcelles-Epayelles | Oise | France entière |
| ------------------------------------------------------- | -------------------- | ---- | -------------- |
| Résidences principales (en %)                           | 88,4                 | 90,4 | 82,1           |
| Résidences secondaires et logements occasionnels (en %) | 2,6                  | 2,5  | 9,7            |
| Logements vacants (en %)                                | 9                    | 7,1  | 8,2            |

### Voies de communication et transports
La commune est desservie, en 2023, par les lignes 655, 6304, 6309 et 6328 du réseau interurbain de l'Oise.

## Toponymie
La localité a été dénommée Courcelles-les-Payelles,  Courchelfes, Courcheles, Payelles-les-Courcelles, Corchelles, (Corcella, Courcellæ, Cærticula, Curticeæ.

Courcelle est un nom commun en moyen français (Renaissance) qui désigne une « petite cour » ou « un petit jardin ». Ce nom est issu du mot gallo-roman corticella qui signifie « petit domaine » et qui est formé de cōrtem (forme médiévale du mot latin cohors) avec le suffixe diminutif -icella. Cohors désigne en latin une « cour » ou un « enclos ».
Épayelles, ancien hameau, est attesté sous les formes Espaieres (1119) ; Espaerioe (1138) ; Espariae (1139) ; Espaierias (1139) ; Espaielles (1139) ; Espaerie (1145) ; Spaterioe (1172) ; Spaers (1202) ; Espaiers (1208) ; de Espariis (1229) ; Espagieres (1276) ; Esperes XIIIe ; eccl. de Espaieres (XVe) ; Payelles les Courcelles (XVe) ; Espayers (1564) ; fief despaielles (1604) ; espaielles les courcelles (1604) ; Espayelles (XIXe) ; Epayelle (1928).

C'est peut-être un diminutif de l'ancien français espare, « bâton , poutre » ou du bas latin spaldus « haie ou mur de défense ».

## Histoire
Sous l'Ancien Régime, la seigneurie de Courcelles relevait du prieuré de Notre-Dame de Montdidier alors qu'Epayemmes constituait un fief distinct qui était la propriété de la famille Pas de Feuquières et de celle de Louvencourt.
En 1839, on comptait dans la commune deux moulins à vent. L'activité des habitants était essentiellement agricole.

## Politique et administration

### Rattachements administratifs et électoraux

#### Rattachements administratifs
La commune se trouve depuis 1942 dans l'arrondissement de Clermont du département de l'Oise.
Elle faisait partie depuis 1802 du canton de Maignelay-Montigny. Dans le cadre du redécoupage cantonal de 2014 en France, cette circonscription administrative territoriale a disparu, et le canton n'est plus qu'une circonscription électorale.

#### Rattachements électoraux
Pour les élections départementales, la commune fait partie depuis 2014 du canton d'Estrées-Saint-Denis
Pour l'élection des députés, elle fait partie de la première circonscription de l'Oise.

### Intercommunalité
Courcelles-Epayelles est membre de la communauté de communes du Plateau Picard, un établissement public de coopération intercommunale (EPCI) à fiscalité propre créé en 2000 et auquel la commune a transféré un certain nombre de ses compétences, dans les conditions déterminées par le code général des collectivités territoriales.

### Liste des maires
| Période                                  | Période                       | Identité          | Étiquette     | Qualité |
| ---------------------------------------- | ----------------------------- | ----------------- | ------------- | --- |
| Les données manquantes sont à compléter. |                               |                   |               | |
| 1846                                     | 1851                          | Célestin Lagache, | Droite        | Sténographe réviseur en 1834 Député de l'Oise à l'Assemblée constituante (1848 → 1849) |
| 1871                                     | 1895                          | Célestin Lagache, | Centre gauche | Directeur du service sténographique à l'Assemblée nationale Sénateur de l'Oise (1879 → 1888) Conseiller général de Maignelay-Montigny (1868 → 1892) Vice-président du conseil général de l'Oise (1878 → 1888) Officier de la Légion d'honneur |
| Les données manquantes sont à compléter. |                               |                   |               | |
| 1935                                     | 1959                          | Estève Ricart     | DIV           | Agriculteur |
| Les données manquantes sont à compléter. |                               |                   |               | |
|                                          | 1989                          | Pierre Bahu       | DVD           | Agriculteur |
| 1989                                     | En cours (au 2 décembre 2021) | Jean-Louis Hennon | DVD           | Agriculteur retraité Vice-président de la CC du Plateau Picard (2001 → ) Réélu pour le mandat 2020-2026, |

### Distinctions et labels
Le village a été labellisé « village mémoire », en reconnaissance des combats menés sur son sol, notamment de la bataille du Matz et de sa destruction lors de la Première Guerre mondiale.

## Équipements et services publics

### Enseignement
Les enfants de la commune sont scolarisés avec ceux du Frestoy-Vaux et de Méry-la-Bataille au sein d'un regroupement pédagogique intercommunal (RPI).

## Population et société

### Démographie

#### Évolution démographique
L'évolution du nombre d'habitants est connue à travers les recensements de la population effectués dans la commune depuis 1793. Pour les communes de moins de 10 000 habitants, une enquête de recensement portant sur toute la population est réalisée tous les cinq ans, les populations de référence des années intermédiaires étant quant à elles estimées par interpolation ou extrapolation. Pour la commune, le premier recensement exhaustif entrant dans le cadre du nouveau dispositif a été réalisé en 2005.

En 2022, la commune comptait 212 habitants, en évolution de +3,92 % par rapport à 2016 (Oise : +0,87 %, France hors Mayotte : +2,11 %).
| 1793 | 1800 | 1806 | 1821 | 1831 | 1836 | 1841 | 1846 | 1851 |
| ---- | ---- | ---- | ---- | ---- | ---- | ---- | ---- | ---- |
| 382  | 392  | 394  | 356  | 324  | 328  | 300  | 309  | 296  |

| 1856 | 1861 | 1866 | 1872 | 1876 | 1881 | 1886 | 1891 | 1896 |
| ---- | ---- | ---- | ---- | ---- | ---- | ---- | ---- | ---- |
| 283  | 293  | 264  | 243  | 226  | 208  | 216  | 210  | 199  |

| 1901 | 1906 | 1911 | 1921 | 1926 | 1931 | 1936 | 1946 | 1954 |
| ---- | ---- | ---- | ---- | ---- | ---- | ---- | ---- | ---- |
| 202  | 215  | 188  | 138  | 180  | 171  | 202  | 199  | 187  |

| 1962 | 1968 | 1975 | 1982 | 1990 | 1999 | 2005 | 2006 | 2010 |
| ---- | ---- | ---- | ---- | ---- | ---- | ---- | ---- | ---- |
| 140  | 153  | 138  | 130  | 151  | 141  | 187  | 187  | 193  |

| 2015 | 2020 | 2022 | - | - | - | - | - | - |
| ---- | ---- | ---- | - | - | - | - | - | - |
| 203  | 214  | 212  | - | - | - | - | - | - |

#### Pyramide des âges
La population de la commune est relativement jeune.
En 2018, le taux de personnes d'un âge inférieur à 30 ans s'élève à 38,3 %, soit au-dessus de la moyenne départementale (37,3 %). À l'inverse, le taux de personnes d'âge supérieur à 60 ans est de 20,5 % la même année, alors qu'il est de 22,8 % au niveau départemental.
En 2018, la commune comptait 99 hommes pour 109 femmes, soit un taux de 52,4 % de femmes, légèrement supérieur au taux départemental (51,11 %).
Les pyramides des âges de la commune et du département s'établissent comme suit.
| Hommes | Classe d’âge | Femmes |
| ------ | ------------ | ------ |
| 0,0    | 90 ou +      | 0,9    |
| 5,9    | 75-89 ans    | 6,2    |
| 12,7   | 60-74 ans    | 15,2   |
| 20,6   | 45-59 ans    | 17,9   |
| 24,5   | 30-44 ans    | 19,6   |
| 17,6   | 15-29 ans    | 14,3   |
| 18,6   | 0-14 ans     | 25,9   |

| Hommes | Classe d’âge | Femmes |
| ------ | ------------ | ------ |
| 0,5    | 90 ou +      | 1,4    |
| 5,5    | 75-89 ans    | 7,6    |
| 15,6   | 60-74 ans    | 16,3   |
| 20,8   | 45-59 ans    | 20     |
| 19,4   | 30-44 ans    | 19,4   |
| 17,6   | 15-29 ans    | 16,2   |
| 20,6   | 0-14 ans     | 19,1   |

## Lieux et monuments

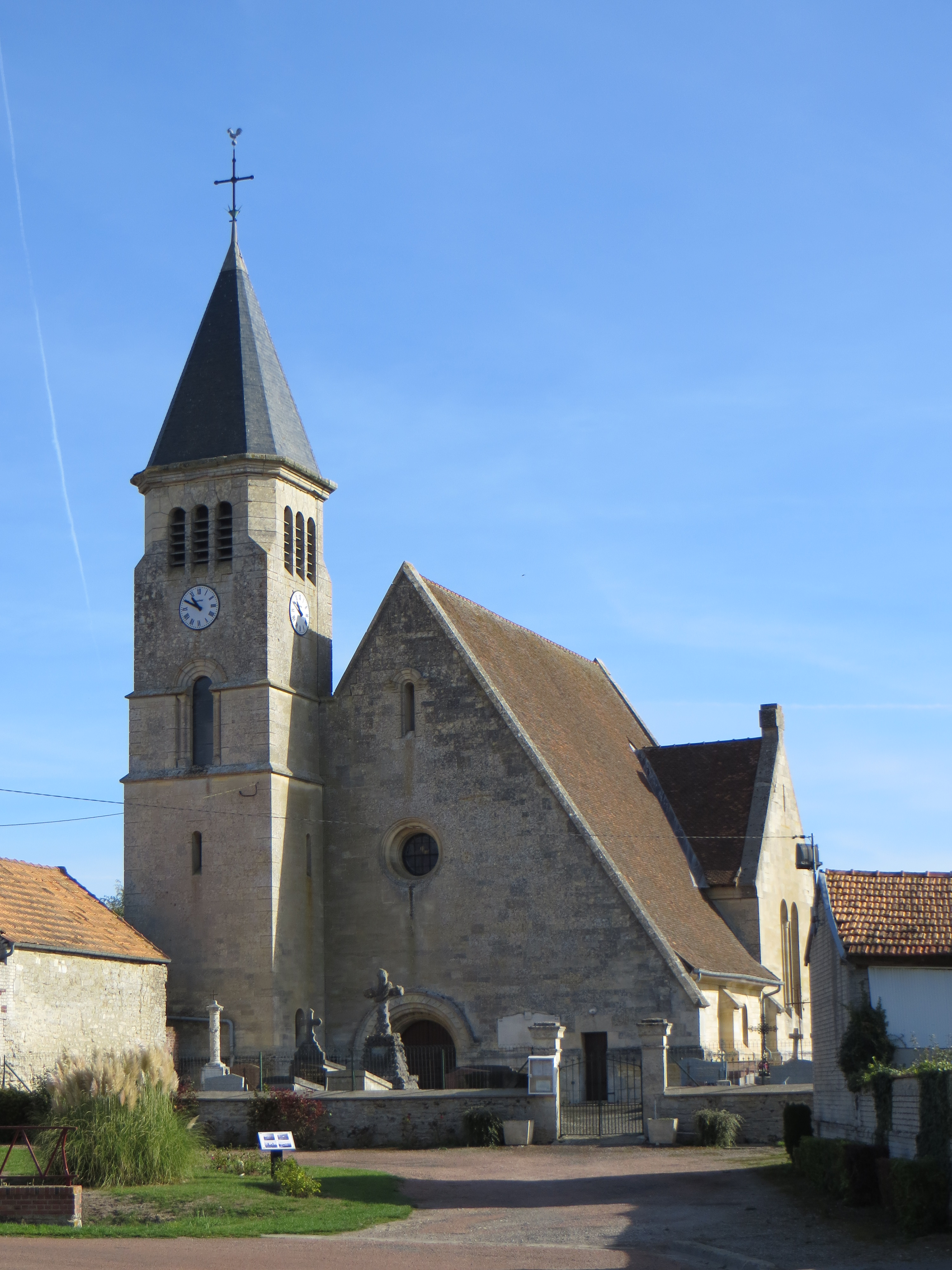
Église Saint-Lucien - Cloche de l'église sonnant 11h Fichier:Courcelles-Epayelles - Église Saint-Lucien - 11h.ogg

- Église Saint-Lucien (XVIe siècle) : l'intérieur possède des voûtes à nervures et des pendentifs Renaissance. L'une des chapelles est dédiée à saint Blaise, patron des drapiers.
- La mairie, construite pour Célestin Lagache en 1840 et donnée à la commune après la Première Guerre mondiale par son dernier propriétaire, Bernard de Saint-Loup[21].

- Musée des Chars de la bataille du Matz, implantée dans l'ancienne école de Courcelles-Epayelles[34] et son circuit des chars de 1918[35].

- Le château d'eau, décoré en 2019 du portrait de cinq « poilus » de la Grande Guerre, le capitaine Rime-Bruneau, commandant l'unité de chars Saint-Chamond AS 38, le brigadier Durieux, de l'unité de chars Schneider AS 15, le sous-lieutenant Jacques de Soultrait, officier mitrailleur au 256eme R.I., le  lieutenant Fievez, appartenant à l'unité de chars Saint-Chamond AS 37,  le lieutenant Le Bailly de l'unité de chars Saint-Chamond AS 39, en mémoire de la Bataille des chars[36], En 2022 s'y ajoutent les portraits de Georges Clemenceau, du maréchal Foch et du général Estienne, considéré comme le « père » des chars de combat[37].

## Personnalités liées à la commune
Selon Louis Graves, « on conserve à Courcelles le souvenir d'un  séjour qu'y fit Louis XIV en allant de Compiègne en Picardie ; il s'arrêta dans une hôtellerie qui était située.à  la rencontre des.deux voies romaines ; depuis ce tems, le chemin qui conduit à Montdidier a -porté le nom de rue grand-Louis ».
- Célestin Lagache homme politique né le 29 août 1809 à Courcelles-Epayelles (Oise) et décédé le 24 janvier 1895.